# Stregati
Stregati è un film del 1986 diretto da Francesco Nuti.
Si tratta del terzo film con Nuti regista e anche protagonista, il secondo con Ornella Muti, già sua partner nel precedente Tutta colpa del paradiso.

## Trama
Lorenzo è un disc-jockey che vive a Genova, in un loft nei pressi del porto; egli conduce un programma radiofonico notturno per l'emittente Radio Strega, tenendo compagnia, con le sue parole e le sue sentenze, a coloro che soffrono d'insonnia o lavorano di notte. La sua filosofia di vita, così come quella dei suoi goliardici amici (un tassista ed un pianista) e di suo padre (gestore di un cinema dove vengono trasmessi film pornografici), è quella di combattere la monotonia, cercando sempre di divertirsi, spesso anche infrangendo le regole e qualche cuore femminile.
Ogni notte, infatti, dopo il lavoro, Lorenzo e i suoi amici girovagano per la città, combinando ogni genere di scherzo e vivendo occasionali avventure. In una notte piovosa, mentre è alla guida del tassì dell'amico, Lorenzo conosce Anna, bellissima ragazza con cui finisce a letto; lei è però in procinto di sposarsi e si trova nel capoluogo ligure da circa 3 anni ma, giunti oramai al termine. Anna ha infatti svuotato la sua casa ed ha acquistato l'abito nuziale, pronta, quindi, a partire per Verona, dove la attende il futuro marito.
Tuttavia, i due passano insieme quasi tutto il tempo in cui lei si trattiene e, fra di essi, si instaura un particolare rapporto, in bilico fra attrazione e repulsione, ma intenso. Così, per ben due volte Anna perde il treno del ritorno e solo al terzo tentativo riesce a ripartire, non prima di avere fatto nuovamente l'amore con Lorenzo. Dopo alcuni mesi però, quando tutto sembra ormai finito, Anna ritorna e si ripresenta a Lorenzo, disposta a stare con lui e pronta a condividere il suo bizzarro e disordinato stile di vita.

## Produzione
Le riprese del film sono state effettuate quasi interamente a Genova. Le riprese notturne sono state effettuate all'interno del porto mercantile, del Porto Petroli (Multedo) e anche in quella che oggi è diventata l'area dell'Expo 1992, cioè all'interno del Porto Antico. In città sono state effettuate riprese in Piazza De Ferrari, via XX Settembre, Largo Zecca (sede del cinema a luci rosse) e via San Luca, mentre le riprese diurne a Spianata Castelletto, Carignano, Ponte monumentale e Circonvallazione a monte. La stazione ferroviaria ripresa in molte scene del film non è a Genova, bensì si tratta della stazione di Firenze Santa Maria Novella.